# ギャラリーレア
株式会社ギャラリーレア（ギャラリーレア、英語: Gallery Rare Inc.）は、日本の大阪府に本社を置くブランド品の買取・販売を行うリユース企業である。

## 事業内容
- 海外ブランド衣料雑貨、服飾雑貨の輸入および販売
- 上記品目の古物の売買
- B to Bオークションの開催・運営

## 許認可
- 古物商許可番号：大阪府公安委員会第621111601117号

## 従業員数
- 正社員数：100名（2024年12月末時点）

## 沿革
- 1979年8月 - 古物商として創業
- 2003年2月 - 大阪・心斎橋に第1号店舗「ギャラリーレア 心斎橋店」オープン
- 2004年3月 - 有限会社ギャラリーレア設立（2015年1月より株式会社へ組織変更）
- 2008年2月 - 「タイムゾーン 大阪」オープン
- 2012年9月 - 「ギャラリーレア 梅田店」オープン
- 2013年2月 - 「ギャラリーレア 銀座本店」オープン
- 2013年9月 - 「ギャラリーレア 青山表参道店」オープン
- 2015年7月 - AACD（日本流通自主管理協会）の正会員に昇格
- 2016年6月 - 「ギャラリーレア 東心斎橋店」オープン
- 2016年12月 - 「ギャラリーレア 神戸元町店」オープン
- 2017年8月 - 「ギャラリーレア 名古屋大須店」オープン
- 2017年11月 - 香港法人「Gallery Rare Hong Kong Limited（日本嘉利亞有限公司）」設立
- 2018年12月 - 「タイムゾーン 中野ブロードウェイ」オープン
- 2020年9月 - 株式会社オークネット（東証プライム上場）のグループ会社となる
- 2020年10月 - 「ギャラリーレア 小田急新宿店」オープン
- 2022年8月 - 「LAB東京（千葉県習志野市）」開設
- 2024年1月 - 「ギャラリーレア なんば店」オープン
- 2024年10月 - 「ギャラリーレア 新宿東口店」オープン予定

## 関連会社
- 親会社: 株式会社オークネット（証券コード：3964）
- 子会社: Gallery Rare Hong Kong Limited（中文表記：日本嘉利亞有限公司〈香港〉）

## 所属団体・認証
- 日本流通自主管理協会（AACD） 会員番号：R-0132
- プライバシーマーク認定番号：第20001960(03)号